# جوزف آدامز
جوزف آدامز، (به انگلیسی: Joseph Adams) و به ژاپنی میئورا آنجین دوم (به ژاپنی: 二代目 三浦 按針)، (متولد ۱۶۰۵- مرگ نامشخص)، یک هاتاموتو در اوایل دوره ادو و پسر ویلیام آدامز (دریانورد) و مالک ۲۵۰ ککو در ولایت ساگامی بود.
او در حدود سال ۱۶۰۵ به عنوان پسر ویلیام آدامز (میورا آنجین اول)، یک ملوان بریتانیایی که به عنوان مشاور دیپلماتیک برای شوگان‌های شوگون‌سالاری توکوگاوا توکوگاوا ایه‌یاسو و توکوگاوا هیده‌تادا به دنیا آمد. مادر او یک زن ژاپنی است که ویلیام در ژاپن با او ازدواج کرد. او یک خواهر کوچکتر به نام سوزانا داشت. او همچنین از یک مادر ناتنی یا زن انگلیسی ویلیام به نام «مری هاین»، خواهر ناتنی به نام «دلیورنس» و برادر ناتنی به نام «جان» در زادگاه پدرش در گیلینگهام، کنت انگلستان داشت.

## ازدواج پدر و مادر
لیفده یک کشتی هلندی بود که در بهار ۱۶۰۰ پس از میلاد، شش ماه قبل از نبرد سکیگاهارا به ولایت بونگو آمد. در زمان حرکت کشتی، ۱۱۰–۱۰۹ خدمه در کشتی حضور داشتند، اما تعداد خدمه در طول سفر دشوار دو ساله به‌طور چشمگیری کاهش یافت، به طوری که تعداد بازماندگان پس از ورود به ژاپن به حدود ۲۰ نفر و پس از آن به ۱۴ نفر کاهش یافت. مشهورترین این ملوانان بازمانده، آنجین میئورای بریتانیایی بود که توسط قدرتمندترین مرد آن زمان، توکوگاوا ایه‌یاسو، به شدت به کار گرفته شد. با این حال، او که نگران همسر و فرزندانی بود که در کشورش به جا گذاشته بود، نتوانست اشتیاق خود را به خانه سرکوب کند و چندین بار از ایه‌یاسو خواست تا به وطن خود بازگردد. با این حال، ایه‌یاسو که برای توانایی آنجین ارزش زیادی قائل بود، به او اجازه بازگشت به ژاپن را نداد، اما در عوض به او اقامتگاهی در ادو و قلمرویی در همی در شبه جزیره میورا داد. اعتقاد بر این است که در همان زمان بود که او به همسر ژاپنی خود معرفی شد.
با این حال، رازهای زیادی پیرامون همسر ژاپنی آنجین وجود دارد. به ویژه، ناشناخته بودن اصل و نام او است. یک کتاب تاریخی مربوط به دوره میجی بیان می‌کند که همسرش «دختر کازویوشی ماگومه» بود، اما در اسناد ژاپنی باستانی یا سوابق خانه‌های تجاری بریتانیا و هلند هیچ تأییدی وجود ندارد. همسر او نیز چندین بار با رئیس پست تجاری بریتانیا ملاقات کرده و در دفتر خاطرات ریچارد کوکز آمده‌است، اما عجیب است که نام همسر او ذکر نشده‌است. امروزه نام همسر او به عنوان اویوکی شهرت پیدا کرده‌است.
مدت کوتاهی پس از انعقاد معاهده دوستی و تجارت انگلیس و ژاپن در پایان دوره ادو، رمانی در مورد آنجین به عنوان شخصیت اصلی در انگلستان منتشر شد و نمایشنامه کابوکی مشابهی بلافاصله پس از اتحاد انگلیس و ژاپن در ژاپن اجرا شد. در دوره میجی منعقد شد. نام همسری که در اینها آمده‌است «ماریا» در اولی و «تسو» در دومی است. بررسی حدود ۱۰ اثر و بیوگرافی انتقادی مربوط به آنجین که از آن زمان تا سال ۱۹۷۰ در ژاپن و انگلستان منتشر شده بود، مشخص می‌سازد که نام همسر «بیکونی»، «تائه» به معنی «گل داوودی» است. «ماگومه کاگه یو»، و غیره، اما «اویوکی» ظاهر نمی‌شود.
اولین حضور «اویوکی» در رمان سامورایی‌های دریا شیراایشی ایچیرو ja:白石一郎 (۱۹۷۳) است، اما به نظر من این نام برای اولین بار در سامورایی چشم آبی میئورا آنجین (۱۹۸۰) توسط تاداشی ماکینو، مورخ محلی شهر ایتو استفاده شده‌است. اعتقاد بر این است که منبع قرار گرفتن این کتاب و این واقعیت که این کتاب به انگلیسی ترجمه شده و توسط محققان غربی به آن استناد شده‌است، منجر به گسترش «اویوکی» شده‌است. در واقع، از آن زمان، بیشتر کتاب‌های خارجی مرتبط با آنجین، اویوکی را په عنوان نام همسر و مادر پسر او جوزف پذیرفته‌اند.

## پس از مرگ پدر
در ۱۶ مه ۱۶۲۰، هنگامی که پدرش درگذشت، او ریاست خانواده و قلمرو را به ارث برد و نام آنجین میئورا را به خود گرفت. او همچنین بیشتر شمشیرها را از پدرش به ارث برده‌است. جوزف توسط پدرش به عنوان دریانورد آموزش دید و در سال‌های ۱۶۲۴ و ۱۶۳۵ به عنوان دریانورد به کوچین چین رفت.
در آن زمان، فرمانروایی ایه‌یاسو، که در تجارت خارجی فعال بود، جای خود را به هیده‌تادا داد، که تمایلی به تجارت خارجی نداشت و محدودیت‌های تجارت کشتی‌های مهر قرمز، شوئین سن (کشتی دارای مجوز بازرگانی) به تدریج توسط نسل بعدی، توکوگاوا ایه‌میتسو، تشدید شد. با این حال تا آخر به جوزف مهر قرمز و افتخار نامه دادند و فعالیتش تضمین شد. اسنادی وجود دارد که آنها تا سال ۱۶۳۲ به تجارت مشغول بودند، و گفته می‌شود که یک سند به تاریخ ۱۶۳۶ هنوز وجود دارد و تأیید می‌کند که او تا زمان انزوای ملی یا ساکوکو فعال بوده‌است.
سرنوشت او پس از آن مشخص نیست. گفته می‌شود که پس از مرگ او در میئورا، قلمرو خود به خاک سپرده شد.